# Edla Muir Lambie
Edla Muir Lambie (San Francisco, 23 de enero de 1906–5 de noviembre de 1971) fue una arquitecta estadounidense, conocida por el diseño de residencias en el Sur de California.

## Primeros años y educación
Muir Lambie nació en 1906, en San Francisco, California. Su padre fue Joseph Muir, un médico cirujano; y su madre Ethel era una cantante de ópera, nieta de político Thomas Fitch. Sus padres se divorciaron en su niñez, en 1916.
Trabajó desde temprana edad en el estudio del arquitecto John Byers. Se graduó en la Escuela Inglewood en 1923. En 1927, ganó un premio por sus diseños, entregado por Rondith Corporación.

## Carrera
Muir Lambie comenzó centrándose en diseños de casas particulares modernas, especialmente para clientes en Malibú y otras comunidades de California. Entre sus clientes más célebres se encuentran los actores de Hollywood Shirley Temple , Robert Taylor y Barbara Stanwyck. Obtuvo su licencia de arquitectura en 1934, y continuó trabajando en la oficina de Byers hasta 1942.  Luego de la Segunda Guerra Mundial, Muir Lambie inauguró su propia oficina de arquitectura, y se mantuvo independiente hasta el final de su vida.  Sus diseños fueron exhibidos en revistas como Sunset Magazine y Architectural Digest, como representante del diseño de las casas modernas de California. También diseñó edificios públicos y comerciales, en Washington y Ciudad de México. Sus diseños en Los Ángeles hizo que ganara el Premio de Honor de California del Sur, por el Instituto Americano de Arquitectos (1952).

## Legado y vida personales
Edla Muir se casó con Clyde Lambie, y tuvo un hijo, Alec. Murió en noviembre de 1971, a la edad de 65 años. En 1982 la Organización de Arquitectos de Mujeres honró a Edla Muir Lambie siendo mujer pionera en la arquitectura.  Fue también una de las arquitectas que se destacaron en 1989 en la exposición en Pacific Design Center.